# Водопроводчик Джо
Сэмюэл Джозеф Вюрцельбахер (англ. Samuel Joseph Wurzelbacher, также известный как водопроводчик Джо (англ. Joe the Plumber); 3 декабря 1973, Толидо, Огайо — 27 августа 2023, Campbellsport, Висконсин) — американский водопроводчик, который был использован в качестве представителя среднего класса в ходе избирательной кампании президентских выборов в США в 2008 году.
Водопроводчик Джо стал известен 12 октября, когда ему удалось лично поговорить с сенатором Бараком Обамой. Во время поездки по штату Огайо Обама остановился в небольшом городке Холланд. Джо заявил кандидату в президенты, что собирается приобрести небольшую компанию, однако реформа налогообложения, которую предлагает Обама, сделает бизнес невыгодным и не даст ему воплотить в жизнь «американскую мечту». Согласно этой реформе, налогообложение фирм с доходом, превышающим 250 000 $, будет повышенным (с 36 % до 39 %), она призвана снизить нагрузку на малых предпринимателей.
На третьем туре теледебатов 15 октября Джон Маккейн использовал эту историю в своём выступлении. Он сказал: «Так вот, Джо, учти, что если ты не дашь своим сотрудникам медицинскую страховку, Обама впаяет тебе штраф, и ещё неизвестно, какой это будет штраф». На это Обама ответил «Джо, я тебе скажу, какой это будет штраф — ноль». Всего за время дебатов кандидаты упомянули водопроводчика Джо 26 раз.
Джо Фрэнсису, водопроводчику из Амарилло (Техас), владельцу домена JoeThePlumber.com (с англ. — «Джо-водопроводчик»), предложили продать доменное имя за 350 000 $.
В конце 2008 года Джо Вюрцельбахер выпустил книгу «Джо-водопроводчик: битва за американскую мечту», написанную совместно с новеллистом Томасом Таббаком и изданную PearlGate Publishing. Джо заявил, что слухи о том, что он планирует стать кантри-музыкантом и баллотироваться в Конгресс в 2010 году, не соответствуют действительности. Также он обзавёлся пресс-службой.
В 2012 году баллотировался в Конгресс от Республиканской партии, однако проиграл представительнице демократов Марси Кэптер. Критике подвергалась одно из его агитационных видео, в котором утверждалось, что геноцид армян и Холокост стали возможны из-за контроля Османской империи и нацистской Германии за оружием.
В 2022 году у него был диагностирован рак поджелудочной железы. Скончался 27 августа 2023 года в своём доме в Кэмпбеллспорте в возрасте 49 лет.